# 2 Pułk Piechoty Cesarstwa Austriackiego
2 Pułk Piechoty Cesarstwa Austriackiego Ungarisches Infanterieregiment Nr. 2 – jeden z austriackich pułków piechoty okresu Cesarstwa Austriackiego. Od 1869 2 Pułk Piechoty Austro-Węgier
Okręg poboru: Węgry.

## Mundur
- Typ: węgierski
- Bryczesy: błękitne
- Wyłogi: cesarska żółć
- Guziki: żółte

## Garnizony
- 1801 Preszburg/ Bratysława
- 1806 Wiedeń
- 1811 Bochnia
- 1814 Wiedeń